# Knickerbockers

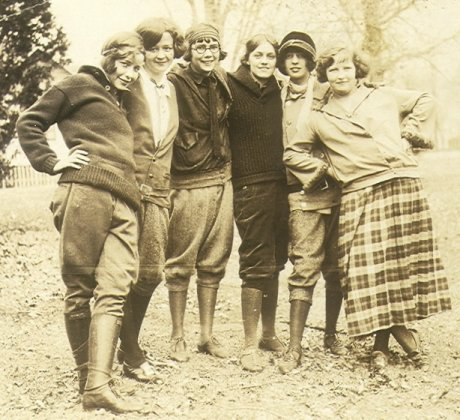
Jeunes femmes américaines en knickerbockers, 1924.

Les knickerbockers appelés souvent en raccourci knickers, sont une forme de culottes bouffantes maintenues au niveau des genoux et qui fut à la mode dans le premier tiers du XXe siècle dans l'habillement occidental. Il pouvait également être porté par les dames souvent dans un tissu plus fin.
Si les knickerbockers sont passés de mode, ils sont toutefois encore portés parfois de nos jours.
Il ne faut pas confondre les knickerbockers avec la culotte de golf telle qu'en portait Tintin qui descend au-dessous du genou.
Knickerbocker, également orthographié Knikkerbakker, Knikkerbacker, Knickerbacker, est un nom qui a été popularisé en 1809 par Washington Irving, dans son livre satirique The history of New York écrit sous le pseudonyme de Dietrich Knickerbocker, écrivain snob qui se vêtait de la sorte, et qui fait remonter son nom aux premiers colons de la Nouvelle-Hollande.
À la mode en ville dans les années 1930, le vêtement s'allonge (« plus two » : + 5 cm, ou « plus four » : + 10 cm), avant de tomber en désuétude à partir de la décennie suivante, même si quelques rares maisons de mode continuent à en fabriquer au XXIe siècle.
Le terme a également désigné l'aristocratie de Manhattan et de façon générale, désormais obsolète, un New-Yorkais (cf Tom Wolfe, Le Bûcher des vanités).
Le terme, qui a ensuite été raccourci en « knicks », est utilisé pour désigner la franchise de basket-ball évoluant en NBA des Knicks de New-York depuis 1946.
Ce vêtement était également utilisé pour la pratique de l'alpinisme.
Dans les années 1970, Ricet Barrier consacre une chanson humoristique éponyme aux knickerbockers.

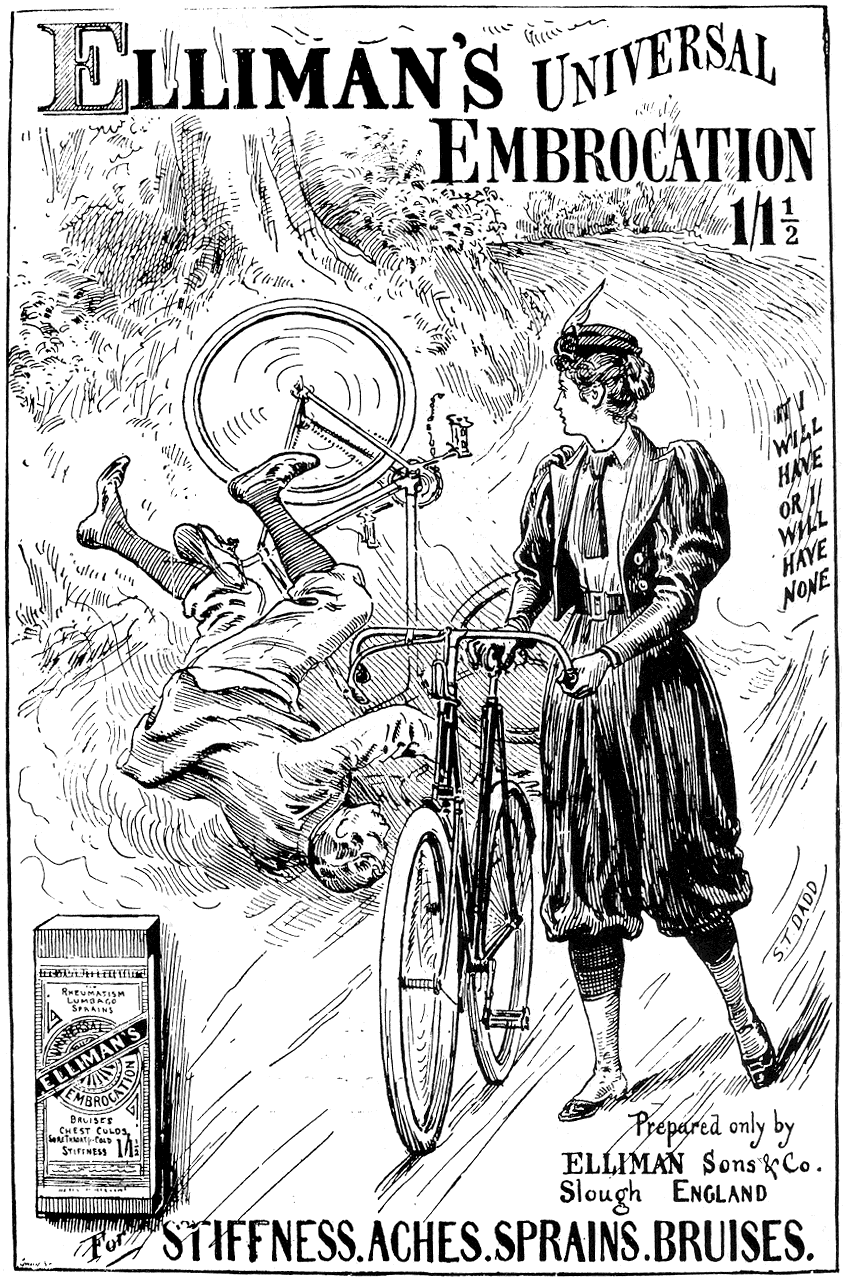
Un couple de cyclistes en knickerbockers.
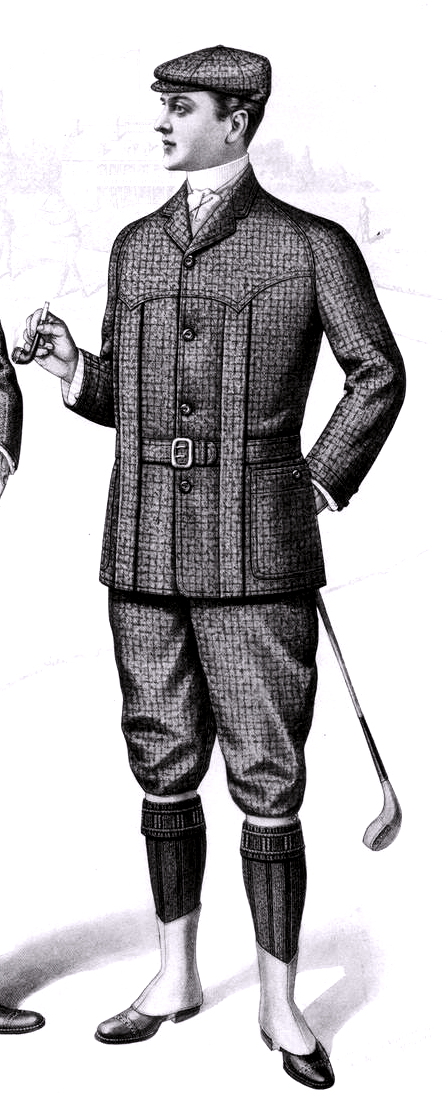
Un golfeur revêtu d'une Norfolk jacket et portant des knickerbockers. Tiré du Sartorial Arts Journal, New York, 1901